# Panajes
Panajes (del ruso: Панахес) es un aúl del raión de Tajtamukái en la república de Adiguesia de Rusia. Está situado 23 km al oeste de Tajtamukái y 118 km al noroeste de Maikop, la capital de la república. Tenía 1 522 habitantes en 2010
Pertenece al municipio de Afipsipskoye.

## Historia
Fue fundado en 1883.

## Personalidades
- Masjud Sjakumidov (1916-1971), militar soviético adigué. Condecorado con la Orden de la Gloria.
- Abubachir Chuts (1912-1944), marino soviético adigué. Héroe de la Unión Soviética.